# La caza de la codorniz
La caza de la codorniz o la Partida de caza es un cuadro de Francisco de Goya perteneciente a la primera serie de cartones para tapices, ejecutada en 1775, que representaban escenas costumbristas de caza destinadas al comedor de los Príncipes de Asturias, los futuros Carlos IV y María Luisa de Parma, del El Escorial. La obra se conserva y expone en la colección permanente del Museo del Prado.

## Análisis del cuadro
La caza de la codorniz es un cartón destinado a servir de modelo a un tapiz que iba a decorar el comedor de los Príncipes de El Escorial junto a otros de diversos formatos que figuraban, por ejemplo, perros de caza o útiles de este ejercicio, como Perros con traílla, La caza del jabalí o Caza con mochuelo y red, todos de 1775. En este primer año de su trabajo como pintor de cartones para tapices con destino a la Real Fábrica el trabajo de Goya estaba estrechamente dirigido por su cuñado Francisco Bayeu, que bosquejaba los borradores sobre los que posteriormente trabajaba Goya. La caza de la codorniz revela el estilo de los cartonistas de la corte, especialmente el de José del Castillo o del hermano de Francisco, Ramón Bayeu.
En el cuadro se aprecian distintos momentos de la caza de la codorniz. En primer término, a la derecha, aparece un cazador con su perro rastreando. Consecutivamente, y a la izquierda, un poco más al fondo se muestra el disparo mientras el perro espera agazapado. Al fondo y siguiendo un recorrido en diagonal, a la derecha aparecen dos hombres y más a la izquierda una partida de jinetes y perros que dan alcance a las presas.
El objetivo compositivo es dar variedad a la unidad temática de la caza de la codorniz, representando todos sus momentos típicos, es decir, pintorescos. Pero la dificultad estriba en conseguir la interrelación de los distintos motivos representados, lo que en este cuadro perteneciente a la primera serie de tapices, Goya no logra con resolver con solvencia. Y ello porque dispone a los grupos separados por taludes, para no crear confusión entre los conjuntos de figuras, y ello a costa de aislarlos y romper la unidad. Por otro lado, el cuadro podría entenderse como una sucesión de viñetas que representan en orden cronológico los distintos momentos de la caza, pero Goya no volverá en los cartones a optar por este tipo de fragmentación. En sus series posteriores logrará unificar toda la escena con varios personajes, encontrando soluciones compositivas más naturales, como se puede apreciar solo dos años más tarde, en 1777 en  el Paseo por Andalucía, donde el movimiento de la pareja se relaciona con los sucesos broncos que pueden ocurrir unos momentos más tarde y con las miradas de los embozados que los rodean y preludian un conflicto.